# حزب النور
حزب النور هو حزب سياسي مصري تأسس عقب ثورة 25 يناير. الحزب مدني ذو مرجعية إسلامية سلفية. ويعد أول حزب ذي مرجعية سلفية يتقدم بأوراقه في مصر. وتصفه جمعية الدعوة السلفية بالإسكندرية بأنه الذراع السياسي الوحيد لها. يهدف الحزب لتطبيق الشريعة الإسلامية والدفاع عن الهوية الإسلامية لمصر، ولكنه حذف المطالبة بتطبيق الشريعة الإسلامية من أهداف برنامجه الانتخابي في 2015 كما سمح بترشيح المسيحيين والنساء على قوائمه كي لا يتم حله كحزب ديني حيث يمنع الدستور تأسيس الأحزاب السياسية علي أساس ديني.
شكل حزب النور تحالف الكتلة الإسلامية وهو تحالف مكون من الأحزاب الإسلامية التي توصف بالسلفية وهم النور والأصالة والبناء والتنمية في مواجهة التحالف الذي شكله حزب الحرية والعدالة الذي يُعرف بالتحالف الديمقراطي من أجل مصر، والذي يضم أحزاب من مختلف الأطياف السياسية. برز الحزب كثاني أكبر القوى الحزبية في مصر بعد الفوز بنحو 22% من مقاعد مجلس الشعب 2011-2012 ما يُعادل 7,534,266 صوت، وهي أول انتخابات تشريعية يخوضها حيث جذبت رؤيته وبرنامجه أبناء التيار السلفي. ثم مر الحزب بأزمة حادة انتهت بانشقاق رئيس الحزب عماد عبد الغفور وعدد من القيادات في ديسمبر 2012 وأسسوا حزباً جديداً باسم حزب الوطن. وقد أعلنوا إنشقاقهم من الحزب لأنه يقوم -حسب زعمهم- بدور المزايدة الدينية علي حزب الحرية والعدالة لإحراجه أمام قواعده الشعبية.
أقترح خلال لجنة تعديل الدستور في 2012 حذف كلمة مبادئ الشريعة في المادة الثانية واستبدالها ب"أحكام" وأستبدال المصدر الرئيسي للتشريع ب"المصدر الوحيد"، ولكنها رفضت من أغلبية لجنة إعداد الدستور بما فيها ممثلي الأزهر وحزب الحرية والعدالة، ولكنه أصر علي وجود مادة مفسرة لمبادئ الشريعة وتم الموافقة عليها بعد تهديده لحزب الحرية والعدالة، صاغ الحزب مادة لتحصين شيخ الأزهر من العزل ومادة تحريم سب الأنبياء والصحابة، خاض الحزب تنافسا مع حزب الحرية والعدالة، واتهم الحزب ورئيسه الكتاتني في 2012 بالتخاذل عن النص علي تطبيق الشريعة في الدستور والتحالف مع ممثلي العلمانيين والليبراليين والكنيسة ضد كل مواد الشريعة الاسلامية التي صاغها، واستغلال الدين كشعار دون سعي لتحقيقه علي أرض الواقع. كما اتهم حزب الحرية والعدالة بتزوير الانتخابات البرلمانية. دعي الحزب لعدم تقديم مرشح إسلامي خلال الإنتخابات الرئاسية 2012 بسبب الظروف الدولية والإحتقان المجتمعي، ولكنه دعم أبو الفتوح في الجولة الأولي من الإنتخابات، ثم دعم محمد مرسي في جولة الإعادة. عارض الحزب مشروع قانون نقابة الدعاة الذي يمنع غير الأزهريين من الخطابة وأتهم حكومة هشام قنديل بأنها تريد إقصاء السلفيين من الساحة الدينية والسياسية رغم أنهم من أوصلوا مرسي للرئاسة ودعموه وتولوا حملات الدعاية الإنتخابية له في جولة الإعادة، وعارض قرض الصكوك الإسلامية، وقرض البنك الدولي بسبب فوائدهم الربوية. عارض الحزب أخونة الدولة، وحذر من أن سيطرة فصيل واحد علي المشهد السياسي سيكرر نفس الغضب الشعبي ضد الحزب الوطني، دعي حزب النور لتشكيل حكومة وفاق وطني بين الاخوان والمعارضة الممثلة في جبهة الانقاذ من اجل استقرار مصر، كما عارض عودة العلاقات مع ايران والسياحة الإيرانية وحذر من استغلال ايران للسياحة لنشر التشيع مؤكدا خطر الشيعة وسبهم لزوجات النبي والصحابة وتكفيرهم وسفكهم لدماء أهل السنة في سوريا. وهاجم الحزب حكومة هشام قنديل بعد سماحها بقرار وزير السياحة هشام زعزوع بتمديد ترخيص الكباريهات ومحلات الخمور من سنتين إلى 3 سنوات بهدف تنشيط السياحة.

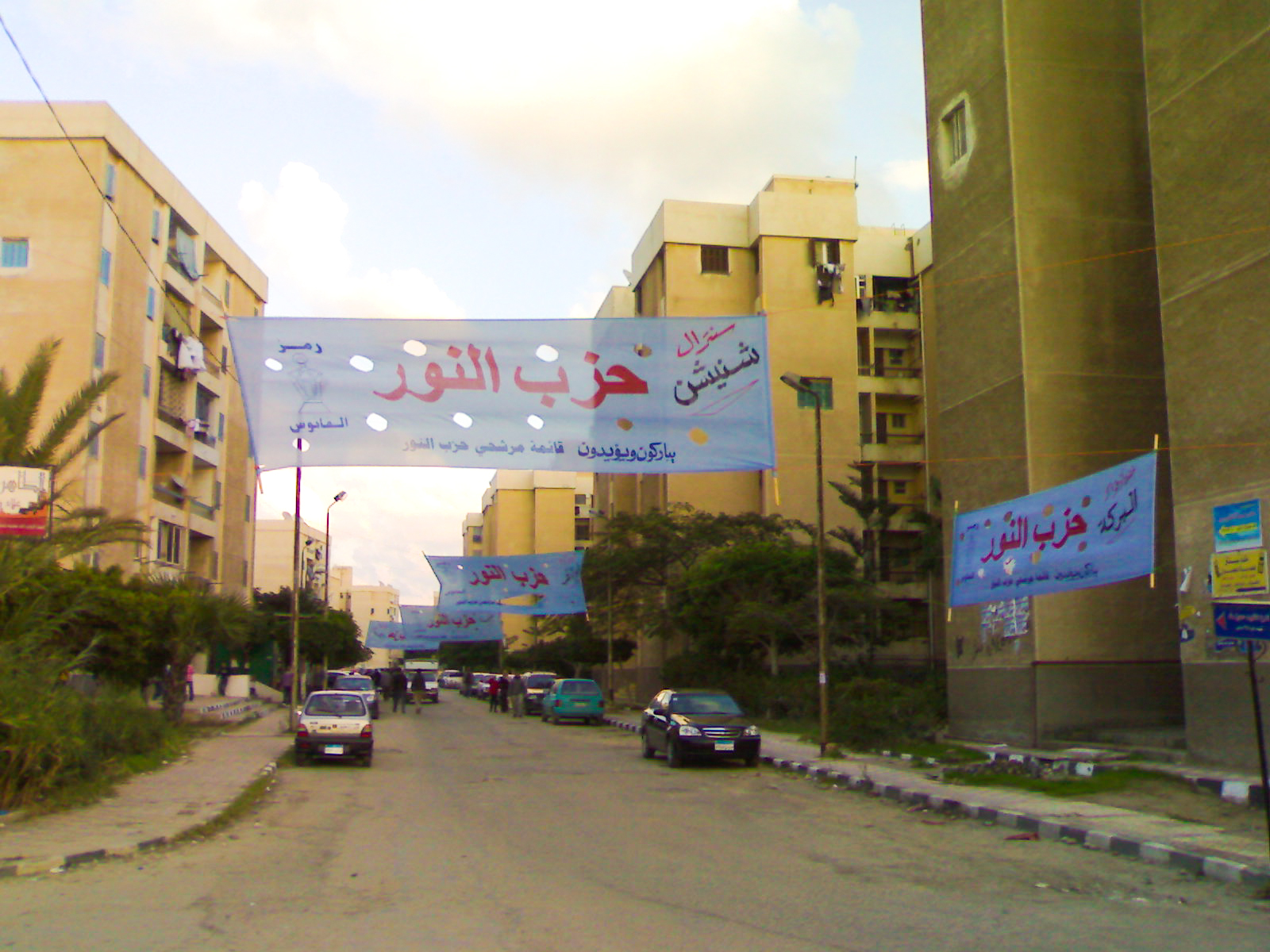
بنرات دعائية انتخابية للحزب بالاسكندرية اواخر 2011

عارض الحزب مظاهرات 30 يونيو سواء المعارضة أو المؤيدة للرئيس الأسبق محمد مرسي لمنع الحشد والحشد المضاد الذي يؤدي لصدام وحرب أهلية وسفك دماء، وأكد أن الصراع سياسي وليس ديني وحذر من تحويله لصراع بين إيمان وكفر، كما أكد أن مطالب المتظاهرين مشروعة. وفي 2 يوليو 2013 طالبت الدعوة السلفية وحزب النور الرئيس الأسبق محمد مرسي بالإعلان عن انتخابات رئاسية مبكرة وتشكيل حكومة تكنوقراط محايدة لحقن الدماء والحفاظ علي الدولة من التفكك والحرب الأهلية، شارك الحزب في بيان الجيش في 2013 الذي أدي لعزل محمد مرسي وتعيين حكومة مؤقته يرأسها عدلي منصور عبر ممثله جلال مرة طبقا لقاعدة المصالح والمفاسد في السياسة الشرعية وتقليل الشرور وحقن الدماء. كما أفتي الحزب بأن الجيش حاكم متغلب بالشوكة لأن معه القوة العسكرية وتأييد غالبية الشعب، ودعي التيار الإسلامي لتجنب الصراع الصفري مع الجيش والشعب وحقن الدماء، مؤكدا أن الصراع سياسي علي المناصب وليس من أجل الدين، وأن الجيش تدخل لمنع حدوث حرب أهلية ولحقن الدماء. لكنه أنسحب من خارطة الطريق أحتجاجا علي احداث الحرس الجمهوري، وقال نادر بكار المتحدث بأسم الحزب «لن نسكت علي مجزره الحرس الجمهوري اليوم؛ كنا نريد حقن الدماء ولكنها الان تهرق انهاراً»، ورفض الحزب فض إعتصامي رابعة والنهضة بالقوة وقال متحدث الحزب شريف طه «إن فض الاعتصام بالقوة لن يساعد على حل الأزمة بل يعقدها.»، كما أدان الفض ودعي لدفع الدية لأهالي الضحايا ودعي حكومة الببلاوي والبرادعي لتقديم أستقالتهم وتحمل مسؤلية الدماء، وقال أمين حزب النور الشيخ جلال مرة «ونتبرأ إلى الله من كل من شارك وساعد فيه». كما حمل قيادات الاعتصامات مسؤولية الدماء بسبب عدم قبولهم بالتفاوض وتحويل الصراع لصراع ديني وعدم اخبار المعتصمين بموعد الفض وهروبهم من الميادين لدول اخري للمتاجرة بالدماء، ودعي للمصالحة الوطنية. كما أدان الهجمات الإرهابية ضد الجيش والشرطة، وأعلن محاربته للفكر التكفيري وجماعات العنف. كما هاجم الشيخ ياسر برهامي الإخوان ووصفهم بأنهم جماعة مبتدعة لديها خلل عقائدي وقادتها صداميون وعولوا علي انقسام الجيش وحدوث حرب أهلية والحصول علي دعم أجنبي من أجل مناصب زائلة. وقال الحزب بأنه دعم الإخوان مقابل تطبيق الشريعة وعدم إدخال الشيعة مصر ولكنهم غدروا بهم فيقول «دعمنا الإخوان كثيرا ولكن عندما خالفوا الوعود نقدناهم وابتعدنا عنهم»، كما قال نادر بكار وقادة الحزب بأن الإخوان لم ينصروا الدين والشريعة سواء في البرلمان أو عند وصولهم للرئاسة لإرضاء الناس بسخط الله فسخط الله عليهم وأسخط عليهم الناس، وعرضت الدعوة السلفية العديد من مخالفات مرسي والإخوان الشرعية وتهاونهم في المسائل الدينية والعقائدية، مقابل شدة تمسكهم بالمواقف السياسة الخاطئة. وقال أحمد خليل خير الله، رئيس الهيئة البرلمانية لحزب النور: «أن نختلف في وطن آمنين خير من أن نتفق في مخيمات لاجئين».
شارك الحزب في صياغة دستور 2014 وأصر علي حذف نص "مدنية الدولة" كونها تعني دولة علمانية، وتم حذفها واستبدالها ب"حكومتها مدنية" رغم أنها عادت مرة أخري في المادة 200 في تعديلات دستور 2019. ولكن أشترط الحزب توضيح معناها بأنها لا عسكرية ولا ثيوقراطية ولا علمانية، حصل الحزب علي 15 مقعد خلال انتخابات مجلس النواب 2015. عارض الحزب قانون تقنين بناء الكنائس عام 2016 وأكد حرمة ذلك وحذر من توغل الاقباط وتضييع الهوية الاسلامية وتم اتهامه بخلط العمل السياسى بالدينى وعدم تطوره، كما عارض قروض البنك الدولي بسبب فوائدهم الربوية. يشارك الحزب مشاركة هامشية في البرلمان المصري حيث حصل الحزب علي 7 مقاعد بانتخابات مجلس النواب عام 2020م. في 2021م عارض الحزب قانون تجريم ختان الإناث، كما عارض منع نقاب الطالبات في المدارس في 2023م، وطالب وزير التعليم بمراجعه قراره.

## تاريخ

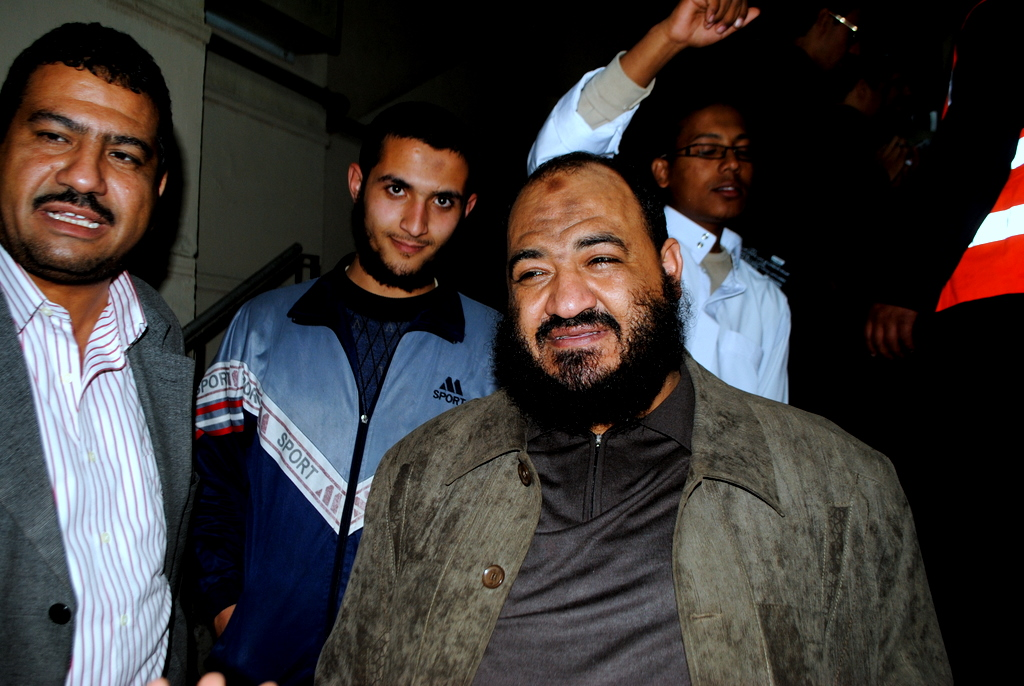
الشيخ عبد المنعم الشحات المتحدث الرسمي باسم الدعوة السلفية.

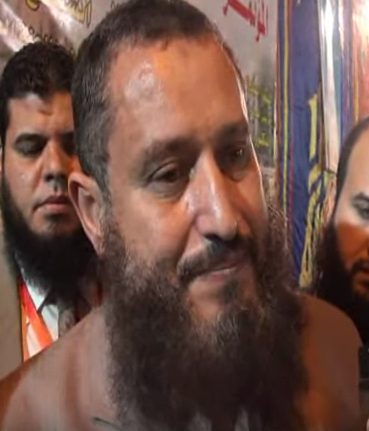
الشيخ عماد عبدالغفور أحد رموز الدعوة السلفية في مصر، مؤسس حزب الوطن بعد أن استقال من رئاسة حزب النور.

### التأسيس وانشقاق حزب الوطن
خاض حزب النور أول انتخابات تشريعية بعد تأسيسه، انتخابات مجلس الشعب المصري 2011-2012، ضمن تحالف الكتلة الإسلامية الذي تزعمه وضم حزبي البناء والتنمية والأصالة ذوا التوجه السلفي. حلّ التحالف ثانيًا بعد فوزه بنسبة 24% من المقاعد (أي 123 مقعد)، منهما 108 مقعد لحزب النور.

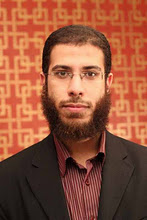
نادر بكار؛ عضو مؤسس بحزب النور ومتحدثا ًرسميا ًللحزب سابقًا.

تعرض الحزب لأزمة حادة بين فرقين من قياداته منذ منتصف عام 2012 وقبيل إجراء الانتخابات الداخلية للحزب. وقد بدأت إحدى مراحل تلك الانتخابات في 15 سبتمبر بالرغم من قرار عماد عبد الغفور رئيس الحزب تأجيليها. وكان مجموعة من أعضاء الحزب شكلوا ما عُرف بـ«جبهة إصلاح حزب النور» التي تطالب بفصل الحزب عن الدعوة السلفية إداريًا. ثم وصلت أزمة الحزب الداخلية إلى مرحلة حرجة في 26 سبتمبر 2012 حيث ظهر للحزب «هيئتان علييان» تزعم إحداها أشرف ثابت، وكيل مجلس الشعب السابق، والتي قررت إعفاء عماد عبد الغفور من رئاسة الحزب وتعيين السيد مصطفى حسين خليفة رئيسًا مؤقتا. فيما اجتمعت هيئة عليا أخرى للحزب برئاسة عماد عبد الغفور وقررت فصل عدد من القيادات وهم أشرف ثابت ويونس مخيون وجلال مرة واستبعاد نادر بكار من منصب المتحدث الرسمي بالإضافة لإلغاء الانتخابات الداخلية للحزب.
واستطاع مجلس أمناء الدعوة السلفية إنهاء الأزمة في 6 أكتوبر 2012 بعد عقد مصالحة بين الفريقين المتنازعين. قضت المصالحة بتجديد الثقة في عبد الغفور رئيساً للحزب والاستمرار في الإجراءات الانتخابية وعقد الجمعية العمومية الأولى للحزب يوم 11 أكتوبر التالي. ولكن سرعان ما تجددت الخلافات واستقال على إثرها رئيس الحزب عماد عبد الغفور من الحزب في 25 ديسمبر 2012. وانشق معه عدد من قيادات الحزب من بينهم يسري حماد فضلا عن ما عُرف بـ«جبهة الإصلاح بالحزب». ثم أعلن عبد الغفور والمستقيلون إنشاء حزب جديد باسم حزب الوطن في 1 يناير 2013. فيما اختارت الجمعية العمومية لحزب النور يونس مخيون رئيسًا للحزب بالتزكية في 9 يناير 2013 خلفًا لعبد الغفور.

## التوجه السياسي
حزب النور هو حزب إسلامي سياسي محافظ ذو مرجعية سلفية.

### الدين
يستند الأساس الديني والهيكل الديني لحزب النور بالكامل تقريبًا على التفسير السلفي للإسلام.
يعتقد النور أن مبادئ الشريعة الإسلامية يجب أن تكون المصدر الرئيسي للتشريع. ومع ذلك، يعد الحزب بأنه سيسمح للمسيحيين بأن يكون لديهم قوانين منفصلة خاصة بهم لأمورهم الداخلية وأكد الشيخ ياسر برهامي بأنهم لن يفرضوا الجزية علي غير المسلمين فيقول «والذي نراه مناسبًا وصالحًا لحالنا ومجتمعنا هو صورة التعامل بين النبي -صلى الله عليه وسلم- ويهود المدينة عهدًا مطلقًا من غير جزية».

### الصراع الإسرائيلي الفلسطيني
أعلن الحزب أنه ملتزم بمعاهدة كامب ديفيد لعام 1979 كاتفاقية دولية ملزمة وسيكون على استعداد لإجراء مفاوضات مع إسرائيل.
في الوقت نفسه، قال النور إنه يسعى لتعديل الاتفاق ويعارض التطبيع مع إسرائيل. وقال متحدث باسم حزب النور تحديداً: «إننا نطالب بحقوق سيناء كاملة لمصر ولإخواننا في فلسطين والأراضي المحتلة، ونرى أن هذا مرتبط مباشرة بالاتفاقية». وفي ما يتعلق بالتطبيع، ورد في بيان للنور: «يعارض الحزب بشدة محاولات التطبيع والحوار وإقامة علاقات مع كيان [إسرائيل] يريد محو هويتنا، ويحتل أراضينا، ويفرض حصارًا على إخواننا ويدعم بقوة الشماعات لدينا».

### منظور حول القروض
وكان حزب النور قد صرح في سبتمبر 2012 أنه لن يعارض تقديم قرض من صندوق النقد الدولي للحكومة المصرية، على الرغم من أن الشريعة الإسلامية تحظر دفع الفوائد. وجادل الحزب بأن القرض حيوي للاقتصاد المصري في الفترة الحالية ولا يوجد بديل آخر، مستشهداً بالقول الإسلامي «الضرورات تسمح بما هو محظور».
ومع ذلك، كان الحزب قد غير رأيه في فبراير 2013، قائلاً إن اتفاقية قرض صندوق النقد الدولي تتطلب موافقة هيئة من كبار العلماء في جامعة الأزهر.
واقترح أعضاء الحزب بدائل أخرى للاقتراض الخارجي مثل إصلاح نظام الدعم والاستغناء عن المستشارين ذوي الأجور المرتفعة وتقديم الصكوك (الشهادات المالية) التي يزعم خبراء التمويل الإسلامي أنها ستجذب مليارات الجنيهات إلى الدولة.

## اضطرابات مدنية
كان هناك عنف أسفر عن مقتل 10 أشخاص في أواخر تشرين الثاني / نوفمبر 2012؛ وقال يسري حماد المتحدث الرسمي باسم الحزب إنه يعتقد أن العنف قد يؤثر على خطط الانتخابات.

## نتائج الانتخابات
يقال إن حزب النور السلفي أبلى بلاءً حسناً في الانتخابات جزئياً بسبب ولائه من الناخبين للعديد من الأنشطة الخيرية التي يرعاها السلفيون: مساعدة المرضى والفقراء؛ المساعدة المالية للأرامل والمطلقات والشابات المحتاجات إلى نظام الزواج؛ ووفرة التعليم الديني.

## الانتخابات الرئاسية 2012
رأي الحزب أن حازم صلاح أبو إسماعيل الذي اعتبر مرشح الحركة السلفية رغم عدم ارتباطه رسميًا بالحزب غير مؤهل لخوض الانتخابات الرئاسية لعام 2012. من دون أي مرشح سلفي واضح، استقر حزب النور على الإسلامي المعتدل عبد المنعم أبو الفتوح في 28 أبريل 2012. ومع ذلك، أعلن الحزب دعمه لمرشح الإخوان المسلمين، محمد مرسي في الجولة الثانية والأخيرة من الانتخابات بين مرسي. وأحمد شفيق آخر رئيس وزراء عينه مبارك.

## خلال مظاهرات 30 يونيو وانقلاب 2013
رفض حزب النور المشاركة في المظاهرات التي دعت لها المعارضة ضد الرئيس محمد مرسي في 30 يونيو 2013، كما رفض أيضا المشاركة في المظاهرات التي دعا لها أنصار الرئيس في عدة ميادين بالمحافظات. وكان الحزب قد أعلن قبيل تظاهرات المعارضة أن شرعية مرسي «خط أحمر» ودعى لاستكمال مدته الرئاسية، لكنه تراجع عن موقفه ووجه دعوة للرئيس يوم 2 يوليو لإجراء انتخابات رئاسية مبكرة. وأخيرا فقد أيد الحزب خارطة الطريق التي أعلنها وزير الدفاع عبد الفتاح السيسي وعزل مرسي من منصبه. وشارك الحزب بنائب رئيس الحزب بسام الزرقا ممثلا له في لجنة الخمسين المكلفة بتعديل دستور 2012 الذي تم تعطيله بناءً على خارطة الطريق. إلا أن الحزب استبدل الزرقا ودفع بمحمد إبراهيم منصور عوضًا عنه مبررًا ذلك لأسباب صحية.
وقد أوضح الحزب أسباب مشاركته في بيان الجيش في 3 يوليو 2013:
- خيانة مرسي للأمانة بعدم تطبيقه الشريعة كما وعد وقت الإنتخابات.[74]
- حقنًا للدماء حيث أن أغلب الشعب كان ضد مرسي بسبب الأزمات الإقتصادية وسوء الإدارة.
- الحاكم المتغلب، وما حدث لعثمان بن عفان.
- الموقف من الشيعة والصوفية.
- خذلان الضباط الملتحيين.
- تقليل المفاسد والشرور.
- مشروع قانون منع غير الأزهريين من الخطابة
- الإطاحة بالمستشار المنتمي لحزب النور بتهم ملفقة، وعدم تعيين أي عضو من حزب النور في أي وزارة إرضاءًا لأمريكا والغرب.[74]

## برنامج الحزب
يهدف حزب النور للتغلب على المصاعب والتحديات وتخطي العوائق والعقبات التي تسببت في تخلف الأمة عقوداً من الزمن، وأهمها:
- الفساد السياسي.
- الفساد الاقتصادي.
- الفساد الأمني.

مع التأكيد على أن الهوية المصرية هي الهوية الإسلامية العربية بحكم عقيدة ودين الغالبية العظمى من أهلها، واعتماداً على أن اللغة العربية هي لغة أهلها، واعتماد الإسلام ديناً للدولة، واللغة العربية هي اللغة الرسمية والشريعة الإسلامية هي المصدر الرئيسي للتشريع.

## القادة
قائمة رؤساء الحزب.
| التسلسل | الشخص              | صورة | الفترة                        |
| ------- | ------------------ | ---- | ----------------------------- |
| 1.      | عماد عبد الغفور    |      | 12 مايو 2011 – 25 ديسمبر 2012 |
| –       | شاغر               |      | 25 ديسمبر 2012 - 9 يناير 2013 |
| 2.      | يونس مخيون         |      | 9 يناير 2013 – 26 مارس 2022   |
| 3.      | محمد إبراهيم منصور |      | 26 مارس 2022 - الآن           |

## روابط خارجية
- موقع الحزب
- الصفحة الرسمية لحزب النور على فيسبوك